# 丹尼·奈廷格尔
罗伯特·丹尼尔·“丹尼”·奈廷格尔（英語：Robert Daniel "Danny" Nightingale，1954年5月21日—），英国男子现代五项运动员。他曾获得1976年夏季奥运会现代五项比赛男子团体金牌。他也参加了1980年夏季奥运会。